# Odilon Braga
Odilon Braga (Guarani, 1894. augusztus 3. – Rio de Janeiro, 1958. július 11.) brazil politikus és ügyvéd. 1935. július 24. és 1937. november 10. között ő volt Getúlio Vargas kormányának földművelési minisztere.